# InCanto
InCanto è il quarto e ultimo album di Ambra Angiolini, pubblicato il 12 novembre 1999 dall'etichetta discografica S4.

## Descrizione
Uscito il 12 novembre 1999 (slittamento rispetto a fine agosto 1999 a causa della vendita della RTI Music a Sony Music-S4), InCanto segna la completa maturazione della cantante con testi di suo pugno e atmosfere musicali molto curate. L'album è stato interamente realizzato a Napoli e registrato nel locale Make a Big Hit! Studios.
Il disco, trainato dal singolo Canto alla luna, fu un insuccesso di vendite per vari motivi, fra cui la ridotta promozione effettuata quasi esclusivamente con ospitate nelle radio, la scarsa distribuzione dell'album nei punti vendita e, probabilmente, la minore esposizione mediatica della cantante.
Una prima versione acustica del singolo Canto alla luna fu presentata dal vivo a Roxy Bar nel 1998 con la partecipazione dei Blu, duo di musicisti che includeva Francesco Forni. Il pezzo fu successivamente rielaborato e completamente riarrangiato.
Il singolo Canto alla luna uscí nei negozi di dischi a giugno 1999 e fu utilizzato come sottofondo musicale per la rubrica L'edicola di Ambra durante Gratis, il rotocalco estivo di Rai 1. Il primo passaggio in radio avvenne su RTL 102.5 durante Capriccio, trasmissione radiofonica che Ambra conduceva in quel periodo con Luca Viscardi.
L'operazione di vendita della RTI Music e il trasferimento di produzione a Sony-S4 determinarono la mancata partecipazione al Festivalbar 1999 e la consueta traduzione ed esportazione dell'album nella penisola iberica, inizialmente previsti come dichiarato dalla stessa Ambra durante le ospitate a Super e Tappeto volante del giugno 1999.
Il disco fu presentato al pubblico durante la serata InCanto Night organizzata il 12 novembre 1999 nel locale Muccassassina.
Il concept iniziale del progetto musicale prevedeva di includere nella lista tracce una cover di Rumore di Raffaella Carrà cantata in collaborazione con La Pina, incisa ad aprile 1999. Il progetto fu poi abbandonato in fase di consolidamento. I provini realizzati e poi scartati in fase di produzione sono stati inoltre: Io e te, May Day, Musica, Occhi neri, Più di trenta e Sempre per sempre scritti da Francesco Forni per Ambra Generation Srl. Tra i brani inclusi nel disco, di particolare rilievo sono le canzoni Luca e Stella, scritta dalla stessa Angiolini che descrive una storia d'amore omosessuale, e Radio notte, scritta da Piero Calabrese e ispirata alle notti passate in radio dalla cantante a presentare programmi radiofonici. Il libretto del disco, pur molto curato dal punto di vista grafico, non include alcuna indicazione sugli autori delle canzoni.
In totale, le copie vendute furono circa 35 000. Nel 2023 Ambra ha dichiarato che in seguito alla pubblicazione del suo quarto disco, quando ha saputo di poter interrompere la propria carriera musicale, ha subito deciso di farlo. Questa scelta ha reso InCanto, quindi, l'ultimo della sua discografia.
A ottobre 2023 l’album è stato pubblicato per la prima volta in digitale e sulle piattaforme streaming. In questa edizione il brano Luca e Stella presenta un missaggio e un finale leggermente differenti.
A gennaio 2024 viene pubblicata da Sony Music una versione in vinile limitata e numerata.

## Tracce
1. Canto alla luna – 3:40 (testo: Francesco Forni / Armando Marassi – musica: Francesco Forni) – con Ciro "De Niro" Borrelli
2. Butterfly 2000 – 3:52 (Francesco Forni)
3. Capita anche a me – 3:24 (Francesco Forni)
4. Il piacere della seduzione sincera che non cerca giustificazioni (Woman in me - cover) – 3:54 (Anders Bagge / Meja) – Adattamento italiano Ambra Angiolini / Francesco Forni. Inizialmente intitolata ‘Libera di scegliere’
5. Senza respiro – 3:06 (testo: Kay Bianco / Maurizio Fiorillo – musica: Roberto Ferrante) – Titolo originale ‘Non svegliarmi mai’
6. Luca e Stella – 3:45 (testo: Ambra Angiolini – musica: Francesco Forni / Roberto Ferrante)
7. Battiti – 3:15 (testo: Ambra Angiolini / Francesco Forni – musica: Francesco Forni)
8. Sospesa – 3:25 (testo: Ambra Angiolini / Francesco Forni – musica: Francesco Forni) – con Ilaria Graziano
9. Sleeping with an Angel – 3:16 (testo: Ambra Angiolini / Andrea Artipoli – musica: Francesco Forni)
10. Prendo un segretario – 3:01 (testo: Ambra Angiolini – musica: Francesco Forni / Roberto Ferrante)
11. Il tuo profumo – 3:27 (testo: Ambra Angiolini / Francesco Forni – musica: Francesco Forni) – con Francesco Forni
12. Radio notte – 3:32 (Piero Calabrese / Salvatore Popi Fabrizio)

## Formazione
- Ambra Angiolini - voce
- Roberto Ferrante - pianoforte, tastiere